# W82

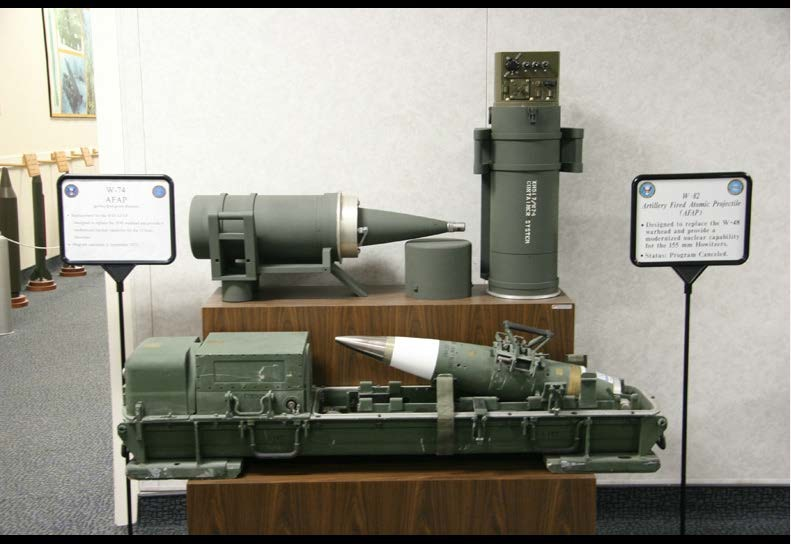
Артилерійський атомний снаряд W82 (знизу)

W82 (також відома під кодом XM785) — тактична ядерна боєголовка малої потужності, розроблена Сполученими Штатами та призначена для використання в 155-мм артилерійському снаряді. Вона створювалась як більш гнучка заміна W48, 155-мм ядерного артилерійського снаряду попереднього покоління. Минула спроба замінити W48 боєприпасом W74 була скасована через високу вартість.
Спочатку задумана як зброя подвійного призначення зі змінними компонентами, яка могла служити або стандартною атомною зброєю, або нейтронною бомбою. Боєголовка була розроблена в Ліверморській лабораторії Лоуренса , розробка розпочалась в 1977 році. Прототип снаряду, разом з реактивною частиною, важив 43 кг, мав довжину 860 мм і потужність 2 кілотонни в тротиловому еквіваленті (8,4 ТДж). Вартість одного снаряду оцінювалась в $4,000,000. Хоча пристрої з підвищеним випромінюванням вважалися більш ефективними для стримування атак через високий потік нейтронів, який вони виробляють, більш складна конструкція зрештою призвела до скасування програми подвійного призначення W82-0 у 1982 році. Розробка стандартного снаряду W82-1 була відновлена в 1986 році. Програма була остаточно скасована в 1991 році через закінчення холодної війни.